# Kanton Bénévent-l'Abbaye
Kanton Bénévent-l'Abbaye (francouzsky Canton de Bénévent-l'Abbaye) je francouzský kanton v departementu Creuse v regionu Limousin. Tvoří ho 10 obcí.

## Obce kantonu
- Arrènes
- Augères
- Aulon
- Azat-Châtenet
- Bénévent-l'Abbaye
- Ceyroux
- Châtelus-le-Marcheix
- Marsac
- Mourioux-Vieilleville
- Saint-Goussaud